# THE POWER SOURCE
『THE POWER SOURCE』（ザ・パワー・ソース）は、JUDY AND MARYの4枚目のアルバム。

## 解説
- 前作より1年2ヶ月ぶりのアルバム。CDとMDでの2形態同時発売。
- アルバムでは初のオリコンチャート1位を獲得し、初のミリオンセラーを達成した。初週に80万枚を売り上げ、最終的には220万枚を売り上げた。自身最大の売上を記録している。
- 初回限定仕様（CDのみ)：カラーケース&ピクチャーCD
全作品を通して初回仕様がついたのも本作が初めてである。
- 日本国内では未発売だが、香港や台湾などのアジア諸国ではカセットテープ版でも発売されていた。

## 収録曲
1. BIRTHDAY SONG (4:32)
  - 作詞：Tack and yukky　作曲：TAKUYA
  - 富士写真フイルム「EPION」CMソング
2. ラブリーベイベー (3:33)
  - 作詞：YUKI　作曲：TAKUYA
  - TBS「POP FILE」オープニングテーマ
  - 後に12thシングルとしてシングルカット。
3. そばかす (4:13)
  - 作詞：YUKI　作曲：恩田快人
  - フジテレビ系アニメ『るろうに剣心 -明治剣客浪漫譚-』オープニングテーマ
  - 9thシングル。
4. KISSの温度 (3:12)
  - 作詞：YUKI　作曲：恩田快人
  - 11thシングル「くじら12号」カップリング曲。
5. Happy? (3:31)
  - 作詞：YUKI　作曲：TAKUYA
6. Pinky loves him (4:16)
  - 作詞：YUKI　作曲：TAKUYA
7. くじら12号 (4:38)
  - 作詞：Tack and yukky　作曲：TAKUYA
  - 本田技研工業「Live-Dio」CMソング
  - 11thシングル。
8. クラシック (3:48)
  - 作詞：Tack and yukky　作曲：TAKUYA
  - TBS『POP FILE』オープニングテーマ
  - 10thシングル曲。
9. 風に吹かれて (4:38)
  - 作詞：YUKI　作曲：恩田快人
10. The Great Escape (3:08)
  - 作詞：YUKI　作曲：恩田快人
  - ソニー「MD」CMソング
  - 解散後に発売されたファン投票によるベストアルバムのタイトルにもなった。

全編曲：JUDY AND MARY

## 演奏
- YUKI：Vocal
- TAKUYA：Guitar, Backing Vocal
- 恩田快人：Bass, Backing Vocal
- 五十嵐公太：Drums, Backing Vocal
- 佐久間正英：Keyboards
- 柴田俊文：Keyboards (#8)